# Uruguay a 2011-es úszó-világbajnokságon
Uruguay a 2011-es úszó-világbajnokságon három úszóval vett részt.

## Úszás
Férfi
| Versenyző            | Esemény                      | Selejtezők | Selejtezők | Elődöntők         | Elődöntők         | Döntő             | Döntő             |
| Versenyző            | Esemény                      | Idő        | Helyezés   | Idő               | Helyezés          | Idő               | Helyezés          |
| -------------------- | ---------------------------- | ---------- | ---------- | ----------------- | ----------------- | ----------------- | ----------------- |
| Jose Melconian Alvez | Férfi 100 méteres gyorsúszás | 50.34      | 41         | Nem jutott tovább | Nem jutott tovább | Nem jutott tovább | Nem jutott tovább |
| Martin Kutscher      | Férfi 200 méteres gyorsúszás | 1:52.49    | 41         | Nem jutott tovább | Nem jutott tovább | Nem jutott tovább | Nem jutott tovább |

Női
| Versenyző              | Esemény                  | Selejtezők | Selejtezők | Elődöntők         | Elődöntők         | Döntő             | Döntő             |
| Versenyző              | Esemény                  | Idő        | Helyezés   | Idő               | Helyezés          | Idő               | Helyezés          |
| ---------------------- | ------------------------ | ---------- | ---------- | ----------------- | ----------------- | ----------------- | ----------------- |
| Ines Remersaro Coronel | Női 100 méteres hátúszás | 1:05.73    | 47         | Nem jutott tovább | Nem jutott tovább | Nem jutott tovább | Nem jutott tovább |
| Ines Remersaro Coronel | Női 200 méteres hátúszás | 2:21.07    | 35         | Nem jutott tovább | Nem jutott tovább | Nem jutott tovább | Nem jutott tovább |